# Кортенар, Эгберт Бартоломеус
Эгберт Бартоломеус(он) Кортенар (нидерл. Egbert Bartolomeusz Kortenaer; 1604 — 13 июня 1665) — адмирал Соединённых провинций Нидерландов. Его вторым именем было Бартоломеусон или Меувисон, что является вариациями патронима «сын Бартоломеу».

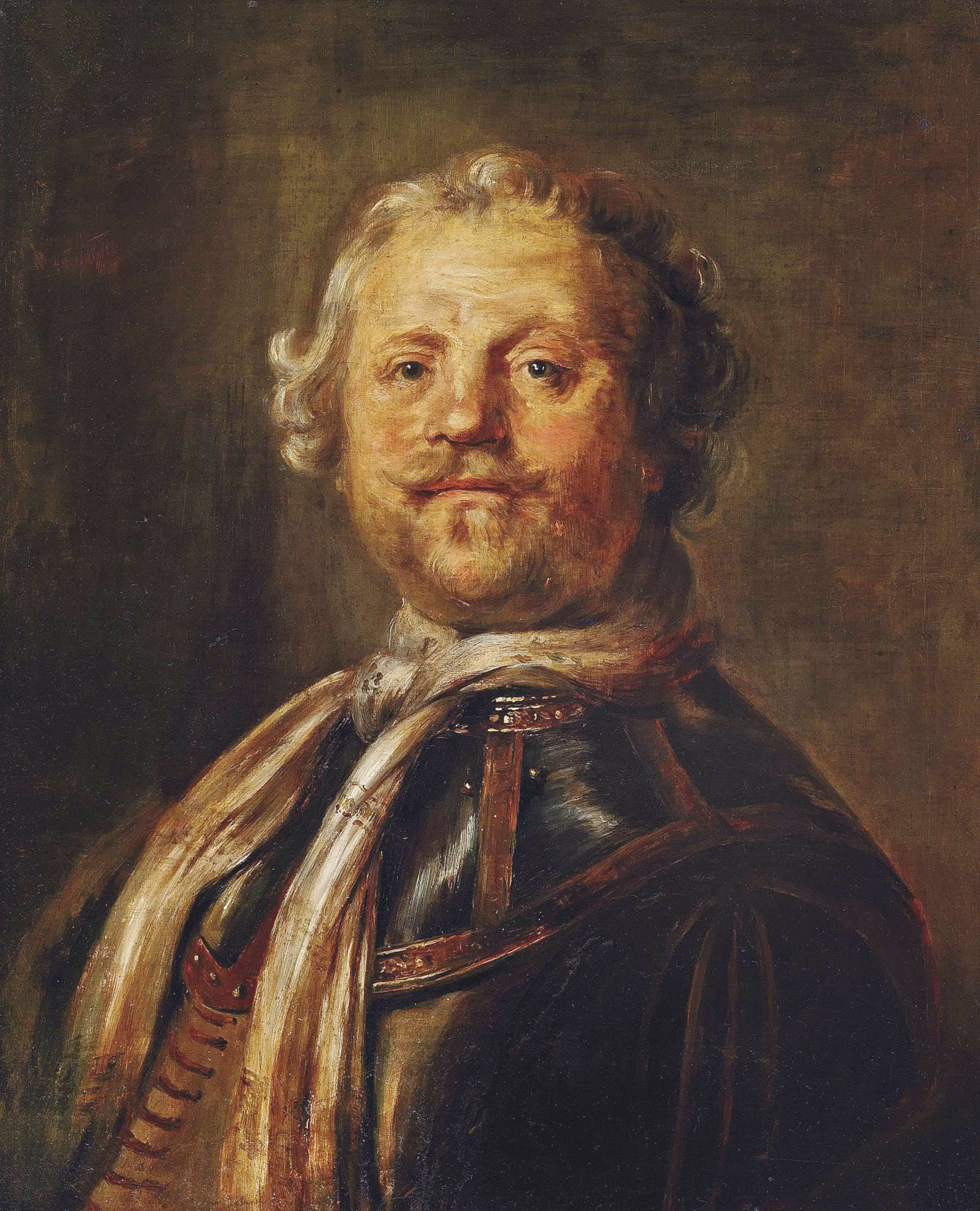
Лейтенант-адмирал Эгберт Бартоломеус Кортенар, картина Исаака Мейтенса

Кортенар был незнатного происхождения: он родился в 1604 году в Гронингене в семье солдата. В 1626 году он получил чин боцмана, в 1636 году — второго помощника капитана. В 1637 году он попадает в плен к дюнкеркским каперам, но вскоре был выкуплен; его возвращение праздновали в баре столь разнузданно, что он был арестован за это, что было одним из тех редких случаев, когда он упоминался в документах. В 1643 году он становится первым помощником Мартена Тромпа на Амилии, и оставался в этой должности до тех пор, пока она не была продана в 1647 году. В 1651 году он вновь пересекается с Тромпом, теперь уже на его новом флагмане Бредероде.
В Первой англо-голландской войне он принимает участие во всех сражениях, где участвует Бредероде. В сражении у мыса Дандженесс он потерял правую руку и глаз. 10 апреля 1653 года его повысили до командора, чтобы заменить флаг-капитана Абеля Рулантса, когда лейтенант-адмирал Мартен Тромп использовал Бредероде в качестве флагмана. В сражении при Схевенингене Тромп был убит. Кортенар оставил штандарт Тромпа поднятым, чтобы сохранить боевой дух (это было в обычае голландцев в таких случаях) и принял командование эскадрой на себя. 21 октября 1653 года Кортенар был произведён в капитаны. В послевоенные годы он часто командовал эскадрой как командор в отсутствие флаг-капитана.
В сражении в Эресунне, будучи флаг-капитаном на Эендрагте, он отбил все атаки шведов, пока его командир лейтенант-адмирал Якоб ван Вассенар Обдам страдал от подагры. После этого подвига Кортенар был произведён в вице-адмиралы 8 мая 1659 года и посвящён в рыцари Фредериком III Датским с награждением Орденом Слона. 29 января 1665 года, незадолго перед Второй англо-голландской войной, он был произведён в лейтенант-адмиралы Адмиралтейства Мааса. Ему не доверили командование объединённым флотом Нидерландов лишь потому, что он был оранжистом. Доклад английской разведки гласил: «Он лучший из тех (адмиралов), что у них есть».
Во время Лоустофтского сражения 13 июня 1665 года Кортенар командовал арьергардом на Грот Холландия и был вторым по старшинству в командовании флотом после ван Вассенара. Он был смертельно ранен в начале сражения пушечным ядром в бедро и похоронен в Роттердаме в мраморном склепе, на надгробном монументе которого высечены стихи Герарда Брандта:
De Heldt der Maes verminckt aen oog

        en rechterhandt

En echter 't oog van 't Roer de vuyst

        van 't Vaderlandt

De groote KORTENAER de schrick van

        's vyands vlooten

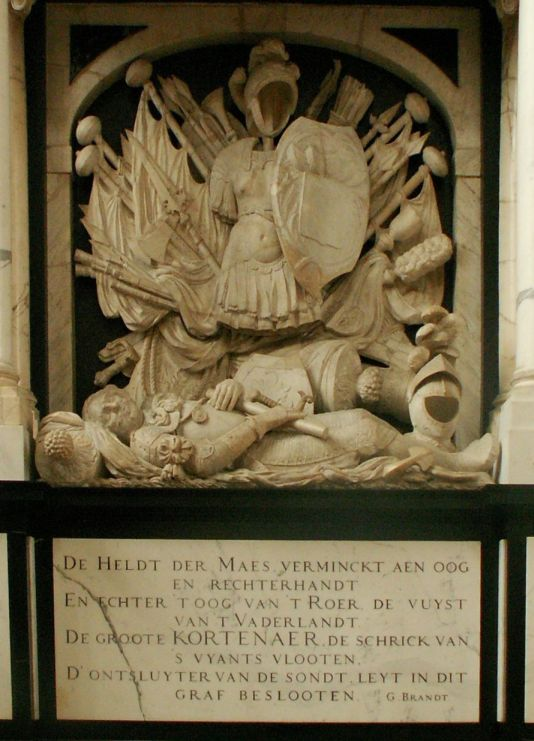
Надгробный монумент Кортенара

D'ontsluyter van de sondt leyt in dit

        graf beslooten
что можно перевести как:
Без глаза и руки

        герой Мааса

Но зоркий штурман

        и Отечества кулак

Великий Кортенар,

        бич вражеского флота

Властитель Эресунна

        здесь обрёл покой